# 脳活アップデートQ!スマートモンキーズ!!
『脳活アップデートQ!スマートモンキーズ!!』（のうかつアップデートキュー!スマートモンキーズ!!、略称：スマモン）は、2012年4月9日から10月1日（スペシャル版を除く）までフジテレビで月曜（日曜深夜） 0時40分 - 1時10分に放送されていたクイズバラエティ番組である。

## 概要
解き方を先に教え、解答者はそれを参考に正解を目指し脳を鍛えるクイズ番組。2011年12月29日 23時40分 - 翌0時40分に、パイロット版として『クイズの学校!アビデベ』が放送され、好評だったためレギュラー化された。

## 出演者
- 司会
  - 設楽統（バナナマン）
- アシスタント - 全員フジテレビアナウンサー
  - 戸部洋子 第1回〜第3回
  - 平井理央 第4回〜第6回、スペシャル
  - 加藤綾子 第7回〜第13回
  - 西山喜久恵 第14回〜第17回、第22回〜、ゴールデン2時間スペシャル
  - 中野美奈子 第18回〜第21回
  - 生野陽子 ゴールデン2時間スペシャル - 毎回エンディングトークの最中に出演者が賞品として獲得したバナナを食べたりネコババを行い、それに解答者が突っ込むの恒例になっている。
- 解答者 - レギュラーの2人を含む5人が出演。各解答者の後ろには現在のズ脳検の級を記す。解答者は「おさるさん」という設定からか全員、バナナの色である黄色が入った服を着用。
  - レギュラー解答者
    - 日村勇紀（バナナマン）3級
    - 福田彩乃 6級

  - 準レギュラー解答者
    - ブルボンヌ 2級
    - 高橋茂雄（サバンナ）4級
    - 菊地亜美（アイドリング!!!）6級
    - カンニング竹山 6級
    - 熊田曜子 7級
    - 岡田圭右（ますだおかだ） 8級
- ナレーション
  - 山中章子（フジテレビアナウンサー）
  - 中村光宏（同上）
  - 竹内友佳（同上）

## ルール
日村・福田を含む5人の解答者が問題に挑戦する。一般的なクイズ番組とは違い、挑戦前には設楽から解き方のコツなどを教えられるとともに、この問題ができない人はバラエティ番組の出演者としてこういう不都合があると脅される。
映像問題と脳活ゲームを行い、最終的な全員正解率（全員正解した問題の正解率のため、だれか1人でも不正解の場合は正解率が下がる）により6段階でその日の解答者チームを評価。また、正解率1%につき頭を良くするとされる最高級バナナを1本獲得する。つまり、正解率100%の全問正解を達成した場合はバナナ100本が解答者に贈られることとなる。
- 正解率100%…人間
- 正解率80%以上…チンパンジー
- 正解率60%以上…ゴリラ
- 正解率40%以上…オランウータン
- 正解率20%以上…テナガザル
- 正解率20%未満…ニホンザル

第14回からはスペシャルのシステムを一部受け継ぎ、各問題にはスマモンサンプラー（一般モニターによる事前テスト）による正解率により「ズ脳検1級-10級」を問題に設定。出演者にもスペシャルの成績や事前テストの成績により階級を記されたバッジ（表記は大字）がつけられるようになった。

### 罰ゲームなど
- 第9回までは映像クイズのみ「代表責任制度」として、誰か1人でも不正解だった場合は指導した設楽の責任ということで設楽に罰ゲームが執行される。
- 第3回までは週替わりの罰としてサルサダンスを踊らされる、さるかに合戦にちなみ臼を模した模型を落とされる、マジシャンに剣で喉を刺されるなどを受けた。
- 第4回からは「ヤシの実クラッシュ」として設楽の頭上にヤシの実を模したミニチュアを落とされる。
- また、第7回からは間違えた人のうち1人に「お説教TIME」として眼鏡をかけたアシスタントにきつい一言を言われてしまう（本人の意志とは無関係に行われており、言っている間は記憶が無いという設定）。また、「設楽統のお説教TIME」として設楽が説教を行うこともある。
- 第10回からは「共同責任制度」として、誰か1人でも不正解だった場合は設楽と正解した解答者がヤシの実クラッシュを受け（ウキウキ母音ラッパーにて出題するラッパーも受ける）、不正解者が「お説教TIME」を受ける。また、ヤシの実クラッシュは映像クイズだけでなく一部の脳活ゲームにも適用されるようになった。
- 第4回からは全員正解すれば解答者全員で「歓喜のダンス」を踊る。当初は映像クイズのみだったが、第10回からは脳活ゲームをクリアした際も行うようになった。

## コーナー
映像クイズ
有名漫画家がイラストを提供した読み問題に挑戦する。設楽による解き方の説明後本問題に挑戦。答えが解った人は耳うちマイクにて解答する。時間内に5人全員が正解すればクリア。
答えが解らない場合は猿の口をかたどったレリーフに手を入れてヒントを入手することができる。ただし、レリーフの中にはヒント以外が入れられている場合がある。第14回からは廃止。
- 第3回までは赤・青・緑の3つがあり、1つはヒントのみ、1つはヒントがスライムやぬいぐるみなどに埋もれているもの、もう1つはハズレでタコやウサギが入れられている。
- 第4回からは赤・青の2つになり、1つはぬいぐるみやカツラなどの無生物、もう1つはザリガニなどの生物にまぎれてヒントケースが置かれているが、一方はハズレになっている。

一部問題（数多く答えることで確実に当たる問題）では解答回数が指定（誰か1人でも解答権を使い切ったら失敗確定）される。また、制限時間短縮される場合もある。
でもでもぞなぞな
「ビーカーはビーカーでも、赤ちゃんを乗せるビーカーは?（答:ベビーカー）」のように、「○○は○○でも△△なもの」を答える。この問題のみ脳活ゲーム同様1人ずつ挑戦する。
変文字ぞなぞな
細工された文字が何を表しているかを答える。
例題：「一部が折れている『んじ』という文字」 答え：オレンジ
ダジャレぞなぞな
答えがダジャレになっている問題を答える。
例題：「お医者さん10人で行った徒競走、最下位になったのはどんなお医者さん?」 答え：獣医（最下位→10位→獣医）
指令ぞなぞな
問題文に指令が隠されており、その指令を使って答える。
例題：「タヌキが開けた宝箱には何が入っている?」 答え：空箱（指令は「『た』ぬき→『たからばこ』から『た』を抜く」）
暗号ぞなぞな
出された暗号を読み解いて答える。
例題：「まみむねも」 答え：めがね（『め』が『ね』）
ひっかけぞなぞな
ひっかけがある問題を答える。
例題：「あるスーパーのタイムセールでは白菜10円、牛肉50円、卵が30円になる。では、ウズラの卵はいくらでしょうか?」 答え：いくらではない（値段を聞いているのではなく「（鮭の卵である）イクラかどうか」を聞いていた）。
思い込みぞなぞな
思い込みによる先入観によって引っかかりやすくなる問題を答える。
例題：20人乗れる潜水艦が18人乗ったところで沈んでしまった。何故だろうか? 答え：潜水艦だから定員以内であれば何人乗っても沈むのは当たり前。
ワンツーぞなぞな
「1つだと○○、2つだと××」のように答えの単語を2回繰り返すと違う意味となる物を答える。
例題：「1つだと鳥、2つだと滑ること。これは何?」 答え：ツル（2回繰り返すと「ツルツル」）
どっちぞなぞな
二択の問題に、選択肢を言い換えることで答える。
例題：「男の子と女の子、池に落ちたのはどっち?」 答え：男の子（ぼっちゃん）
1文字ぞなぞな
隠されている部分に同じ文字を入れて文章を成立させる。
例題：楽しく歌うこと「○り○り○うた」 答え：の（のりのりのうた）
算数ぞなぞな
算数の文章題だが、単純な計算ではなく引っかけがある。
脳活ゲーム
リズムに乗せて脳を活性化するゲームに挑戦する。5人全員がクリアして初めて成功となる。
コトバトレイン!逆つなゲー
あたまとりの要領で、前に出た言葉の最初の文字を最後にした単語を答えていく。ただし、2文字の言葉と固有名詞はNG。制限時間内に5人で2周（10個）答えることができればクリア。ジェスチャーで答えを教えても構わない。
リズムでバラして!みりかんご
3文字の言葉が2つ合わさった単語を指定された解答者が答える。例としてコーナー名になっている「みりかんご」の場合「みかん」と「りんご」が答えとなる。5人全員が正解すればクリア。
ウキウキ!母音ラッパー
お題となる3文字の母音の構成と同じ単語を答える。例としてマイク（MAIKU）の場合、サイフ、バイク、サイズなどを答える。誰からでも答えてもいいが固有名詞はNG、制限時間は1人10秒。5人全員でクリア。
発見!逆さ隠れん語
文章を逆さから読むと隠れている3-4文字の単語を、出されたテーマを手がかりに答える。5人で2周（10問）正解すればクリア。
ぴったりワード21
お題に合う単語を1人1個答える。ただし、2文字の言葉と固有名詞、地名・人名はNG、また、指で答えた単語や残りの文字数をカウントするのもNG。制限時間内に5人の答えた単語の合計文字数がちょうど21文字になればクリア。ジェスチャーで答えを教えても構わない。
つけダクとりダク 絶叫!カサタハー
出される単語に対し濁点が付いている文字には濁点を外し、濁点を付けられる文字（つまり「か行」「さ行」「た行」「は行」）には濁点を付けて単語を答える。例として「いしだじゅんいち」の場合は「いじたしゅんいぢ」と答える。言い直しは無効。5人で2周できればクリア。
Be or Not
いわゆるあるなしクイズに挑戦。問題は「ある方に何らかの言葉が付く」に固定されている。基本はある方の頭orおしりにある言葉が付くが、一部例外もあり。問題がどちらのかも発表される。まずは2つのヒントを発表後、設楽に答えを発表。設楽は解答者が解るようにヒントを出していく（アシスタントもヒントを出すことがある）。わかった人から耳打ちで解答し、正解した人もヒントを出す役割になる。制限時間内に5人全員正解でクリア。

## 出した問題と成績
ゲストは、日村(3)、福田(6)以外の3人のみ表記。
| 回数 | 放送日  | ゲスト(級位)                                                         | 映像クイズの形式 [問題数]（級位)                            | 脳活ゲーム [問題数]（級位)                                         | 成績（ランク)                                    |
| ---- | ------- | -------------------------------------------------------------------- | ----------------------------------------------------------- | ------------------------------------------------------------------ | ------------------------------------------------ |
| 1    | 4月8日  | サバンナ・高橋、クリス松村、矢口真里                                 | 答えは既に出ている[2]                                       | コトバトレイン!逆つなげー[2] リズムでバラして!みりかんご[2]        | 33％（テナガザル）                               |
| 2    | 4月15日 | ますだおかだ・岡田、熊田曜子、本村健太郎                             | 一文字ぞなぞな[3]                                           | ウキウキ!母音ラッパー[2] ぴったりワード21[2]                       | 57％（オランウータン）                           |
| 3    | 4月22日 | カンニング竹山、クリス松村、新垣里沙（モーニング娘。）               | 思い込みぞなぞな[2]                                         | リズムでバラして!みりかんご[3] コトバトレイン!逆つなげー[2]        | 14％（ニホンザル）                               |
| 4    | 4月29日 | 綾部祐二（ピース ）、大島麻衣、金子哲雄                              | 暗号ぞなぞな[3]                                             | ウキウキ!母音ラッパー[2] クイズ!Be or not[2]                       | 42％（オランウータン）                           |
| 5    | 5月6日  | サバンナ・高橋、南明奈、春名風花                                     | 言い換えぞなぞな[3]                                         | 発見!逆さ隠れん語[2] ぴったりワード21[2]                           | 57％（オランウータン)                            |
| 6    | 5月13日 | ますだおかだ・岡田、熊田曜子、三浦奈保子                             | ダジャレぞなぞな[3]                                         | リズムでバラして!みりかんご[2] クイズ!Be or not[2]                 | 71％（ゴリラ）                                   |
| 7    | 5月20日 | サバンナ・高橋、菊地亜美（アイドリング!!!）、さくらまや              | 指令ぞなぞな[3]                                             | 発見!逆さ隠れん語[2] クイズ!Be or not[2]                           | 28％（テナガザル）                               |
| 8    | 5月27日 | 藤森慎吾（オリエンタルラジオ）、木村美紀、ブルボンヌ                 | ひっかけぞなぞな[3]                                         | ウキウキ!母音ラッパー[2] コトバトレイン!逆つなげー[2]              | 85%（チンパンジー）                              |
| 9    | 6月3日  | 吉村崇（平成ノブシコブシ）、佐藤かよ、江川達也                       | 法則ぞなぞな[3]                                             | リズムでバラして!みりかんご[2] クイズ!Be or not[2]                 | 42％（オランウータン）                           |
| 10   | 6月10日 | サバンナ・高橋、河西智美（AKB48）、美山加恋                          | 思い込みぞなぞな[3]                                         | つけダクとりダク絶叫!カサタハー[2] ウキウキ!母音ラッパー[2]        | 42％（オランウータン）                           |
| 11   | 6月17日 | カンニング竹山、マギー、ブルボンヌ                                   | 変文字ぞなぞな[3]                                           | 発見!逆さ隠れん語[2] クイズ!Be or not[2]                           | 42％（オランウータン）                           |
| 12   | 6月24日 | 小沢一敬（スピードワゴン）、菊地亜美、藤本敏史（FUJIWARA）           | 算数ぞなぞな[3]                                             | つけダクとりダク絶叫!カサタハー[2]                                 | 0%（サルにも値しない、サル以下とされた）         |
| 13   | 7月1日  | ますだおかだ・岡田、小池里奈、ブルボンヌ                             | でもでもぞなぞな[3]                                         | リズムでバラして!みりかんご[2] クイズ!Be or not[2]                 | 57%（オランウータン）                            |
| 14   | 7月8日  | FUJIWARA・藤本（5）、菊地亜美（6）、ユージ（6）                      | ワンツーぞなぞな[2]（4,5） 法則ぞなぞな[2]（6,3）           | リズムでバラして!みりかんご[2]（7,4）                              | 33%（テナガザル）                                |
| 15   | 7月15日 | ブルボンヌ（2）、カンニング竹山（6）、熊田曜子（7）                  | どっちぞなぞな[2]（5,4） 変文字ぞなぞな[2]（8,5）           | 発見!逆さ隠れん語[3] （7,7,7）                                     | 42%（オランウータン）                            |
| 16   | 7月22日 | ブルボンヌ（2）、サバンナ・高橋（4）、春香クリスティーン（5）        | でもでもぞなぞな[2] （9-6,8-6） 言い換えぞなぞな[2]（7,3）  | ウキウキ!母音ラッパー[2] （6,6）                                   | 17%（ニホンザル）                                |
| 17   | 8月5日  | マギー（5）、神戸蘭子（7）、ますだおかだ・岡田（8）                  | 一文字ぞなぞな[2]（7,5） 暗号ぞなぞな[2]（7,4）             | つけダクとりダク絶叫!カサタハー[2]（9,9）                          | 33％（テナガザル）                               |
| 18   | 8月12日 | ブルボンヌ（2）、スピワゴ・小沢（5）、空閑琴美（7）                  | ワンツーぞなぞな[2]（7,6） 指令ぞなぞな[2]（9,5）           | 発見!逆さ隠れん語[3] （8,4,8）                                     | 42%（オランウータン）                            |
| 19   | 8月19日 | 横山ルリカ（アイドリング!!!）(3)、カンニング竹山（6）、武田修宏（7） | 一文字ぞなぞな[2]（9,8） ひっかけぞなぞな[2]（7,5）         | クイズ!Be or not[2]（6,4）                                         | 50％（オランウータン）                           |
| 20   | 8月26日 | ブルボンヌ（2）、FUJIWARA・藤本（5）、松井絵里奈（6）                | どっちぞなぞな[3]（10,6,6） 思い込みぞなぞな[2]（8,5）      | つけダクとりダク絶叫!カサタハー[2]（6,6）                          | 14％（ニホンザル）                               |
| 21   | 9月9日  | 嗣永桃子（5）、近藤春菜（ハリセンボン）（5）、ユージ（6）            | でもでもぞなぞな[2]（10-7,10-7） ダジャレぞなぞな[2]（9,7） | リズムでバラして!みりかんご[2]（8,6）                              | 17％（ニホンザル）                               |
| 22   | 9月16日 | カンニング竹山（6）、ユージ（6）、スギちゃん（7）                    | ワンツーぞなぞな[2]（8,6）                                  | 発見!逆さ隠れん語[3]（7,5,5） ウキウキ!母音ラッパー[2] （9,4）     | 57％（オランウータン）                           |
| 23   | 9月23日 | ブルボンヌ（2）、サバンナ・高橋（4）、菊地亜美（5）                  | 1文字ぞなぞな[2]（7,3）                                     | リズムでバラして!みりかんご[2] （8,5） クイズ!Be or not[2] （7,4） | 66％（ゴリラ）                                   |
| 24   | 9月30日 | サバンナ高橋、カンニング竹山、菊地亜美、ユージ                       | 総集編として、これまで間違えた問題の復習を実施。            | 総集編として、これまで間違えた問題の復習を実施。                   | 総集編として、これまで間違えた問題の復習を実施。 |

## スペシャル

### スマートモンキーズ ズ脳検 地頭モロバレスペシャル
2012年7月8日（日曜日）1:55 - 3:15にDO!深夜内で放送。日村、福田綾乃、オリラジ藤森、菊地亜美、ブルボンヌの「スマモンチーム」と宇治原史規（ロザン）、宮崎美子、やくみつる、福田萌、秋山竜次（ロバート）の「クイズマスターチーム」による対決。
問題にはスマモンサンプラーの正解率に応じ設定された「ズ脳検」の級数と得点（10級で1点、以後1級上がるたびに1点増え、1級問題で10点）が当てられており、正解すればその得点が加算。問題は各級2問、1級のみ1問出題され、計100点満点。
問題にチーム全員が正解すれば「歓喜のダンス」を踊り、不正解だった人は平井アナからの「お説教TIME」を受ける。
対決は個人戦と団体戦の両方を行い、獲得得点に応じズ脳検の成績が決定（91点以上で1級、以下10点刻みで2級、3級と下がる）。また、チーム全員の獲得得点が多かったチームにはバナナ100本が贈呈。
映像問題（☆）
時間内に耳打ちで解答、時間内に9人が正解するか制限時間いっぱいまで行う。
脳活ゲーム（★）
各チーム交互に代表者が挑戦する。
| 階級 | 出題形式                          | 正解率    | 得点 |
| ---- | --------------------------------- | --------- | ---- |
| 1級  | 総合アルティメットぞなぞな☆       | 0 - 10%   | 10   |
| 2級  | ひっかけぞなぞな☆                 | 11 - 20%  | 9    |
| 3級  | つけダクとりダク 絶叫カサタハー!★ | 21 - 30%  | 8    |
| 4級  | 暗号ぞなぞな☆                     | 31 - 40%  | 7    |
| 5級  | クイズ!Be or not☆                 | 41 - 50%  | 6    |
| 6級  | 指令ぞなぞな☆                     | 51 - 60%  | 5    |
| 7級  | ダジャレぞなぞな☆                 | 61 - 70%  | 4    |
| 8級  | リズムでバラして! みりかんご★     | 71 - 80%  | 3    |
| 9級  | 変文字ぞなぞな☆                   | 81 - 90%  | 2    |
| 10級 | でもでもぞなぞな★                 | 91 - 100% | 1    |

| 順位 | 名前       | 得点 | 級  |
| ---- | ---------- | ---- | --- |
| 1位  | やくみつる | 100  | 1級 |
| 2位  | 宇治原史規 | 97   | 1級 |
| 3位  | ブルボンヌ | 83   | 2級 |
| 4位  | 日村勇紀   | 80   | 3級 |
| 5位  | 宮崎美子   | 73   | 3級 |
| 5位  | 藤森慎吾   | 73   | 3級 |
| 7位  | 福田萌     | 70   | 4級 |
| 8位  | 秋山竜次   | 68   | 4級 |
| 9位  | 菊地亜美   | 54   | 5級 |
| 10位 | 福田綾乃   | 48   | 6級 |

チーム戦は408-338でクイズマスターチームの勝利。

### スマートモンキーズ 2時間スペシャル
2012年9月7日（金曜日）19:00 - 20:54に放送（一部地域は19:57からの短縮版（東海テレビは9月9日13:45からの短縮版）。短縮地域では「新学期ズ脳検スペシャル」というタイトルになる）。日村・岡田・ブルボンヌの「スマートモンキーズチーム（黄）」、やくみつる・三浦奈保子・山本舞衣子の「インテリモンキーズチーム（青）」、ケンドーコバヤシ・隅田美保（アジアン）・ビビる大木の「カナカナ芸人モンキーズチーム（緑）」、東貴博（Take2）・多岐川華子・坂口杏里の「2世モンキーズチーム（桃）」の4チームによる対決。
ルール
スマモンサンプラー（視聴者）による事前テストの正解率から20%刻みで問題の得点を決定（81%以上で1バナ、80%-61%で2バナ、60%-41%で3バナ、40%-21%で4バナ、20%以下で5バナ）。
早抜け問題は9人限定となっており、耳打ちマイクで正解した場合小型滑り台を滑ってヤシの木の下へ移動。タイムアップか9人正解時点でチーム全員が正解すれば子どもサルと共に「歓喜のダンス」。できなかったチームの正解者全員が「ヤシの実クラッシュ」を受ける。
脳活ゲームは1人ずつ挑戦。全員正解で「歓喜のダンス」、1人でも出来なかったら「ヤシの実クラッシュ」となる。
いずれも、アナウンサーによる「お説教TIME」はない。
総得点が一番多いチームが最高級バナナ100本を獲得。
今回のみ登場のクイズ
パニックタッチDE肩ロース
両肩・両肘・両膝にボタンを付けた状態で挑戦。それぞれ左肩→「肩」、左肘→「肘」、左膝→「膝」、右肩→「ロース」、右肘→「鉄」、右膝→「小僧」の名前が当てられている。1人ずつリズムに乗って指令通りにボタンを押していく。例として「膝」「肩」「ロース」の場合左膝→右肩→左肩の順番でボタンを押す。1チームごとに3周挑戦。スピードは周回ごとに速くなる。1問正解ごとに3ポイント加算され、1チームの満点は27ポイント。全問正解で「歓喜のダンス」。誰かが1問でもできなかった場合、全問正解した人のみ「ヤシの実クラッシュ」。
ぐるぐるターザンモンキーパニック
チームの3人がハーネスをつけられた状態で回転し、レールを降下中に表示される映像を記憶する。映像は6つの映像とともに6種類の音が流れる（ただし、１つだけはある芸人になっている）。降下終了後にチームで相談し、30秒以内に映像と音の両方があった物を答える。正解は5つあり、1つ正解につき10ポイント。ただし、間違えてしまった時点で終了となり炭ガスが噴射される。

### なぞなぞで脳を鍛えよう!!脳活アップデートQ!スマートモンキーズ!女子アナ緊急参戦スペシャル
2012年10月13日（土曜日）19:00 - 20:54に放送。日村勇紀、ダイアモンド✡ユカイ、菊地亜美、鈴木奈々、福田彩乃、藤森慎吾、東国原英夫、伊集院光の8人に加え、三田友梨佳、山﨑夕貴、松村未央、生野陽子のフジテレビアナウンサー4人を加えた12人による個人戦。
問題は初級問題・中級問題・上級問題の3ラウンドに分かれており、1問正解につき10ポイント。上級問題クリアで歓喜のダンスを踊ることができる。中級以下で不正解の場合は次の問題に進めない上「ヤシの実クラッシュ」、さらにヨガゾーンへ行って脳トレ用のヨガを受けなければならない。上級問題で不正解の場合はペナルティ無し。正解数に応じヤバ脳（初級不正解）・ショボ脳（中級不正解）・ベタ脳（上級不正解）・スゴ脳（上級正解）と判定される。
獲得得点が1番多い人の優勝。スゴ脳キングの称号とバナナ100本を獲得。
今回のみ登場のクイズ
チャレンジミッケ!
ミッケ!を使用した問題。1分30秒以内に画面の中に隠されたアイテム2つを探す。わかった人から早押しボタンを押し、モニターで解答する。画面上を虫眼鏡が移動しており、その部分が拡大される。残り1分で隠されている場所に差し掛かると虫眼鏡が点滅。残り30秒で隠されている場所にズームしていく。
迷わず行けよ!ひとふでがき
制限時間（初級2分、中級2分30秒、上級3分）内に指定された図形を一筆書きで書いていく。わかった人から早押しボタンを押し、モニターで解答する。

## ネット局

### パイロット版
| 放送対象地域   | 放送局             | 系列           | 放送日時                            | 遅れ日数   |
| -------------- | ------------------ | -------------- | ----------------------------------- | ---------- |
| 関東広域圏     | フジテレビ         | フジテレビ系列 | 2011年12月29日 23時40分 - 翌0時40分 | 制作局     |
| 北海道         | 北海道文化放送     | フジテレビ系列 | 2011年12月29日 23時40分 - 翌0時40分 | 同時ネット |
| 岩手県         | 岩手めんこいテレビ | フジテレビ系列 | 2011年12月29日 23時40分 - 翌0時40分 | 同時ネット |
| 宮城県         | 仙台放送           | フジテレビ系列 | 2011年12月29日 23時40分 - 翌0時40分 | 同時ネット |
| 秋田県         | 秋田テレビ         | フジテレビ系列 | 2011年12月29日 23時40分 - 翌0時40分 | 同時ネット |
| 福島県         | 福島テレビ         | フジテレビ系列 | 2011年12月29日 23時40分 - 翌0時40分 | 同時ネット |
| 長野県         | 長野放送           | フジテレビ系列 | 2011年12月29日 23時40分 - 翌0時40分 | 同時ネット |
| 静岡県         | テレビ静岡         | フジテレビ系列 | 2011年12月29日 23時40分 - 翌0時40分 | 同時ネット |
| 富山県         | 富山テレビ         | フジテレビ系列 | 2011年12月29日 23時40分 - 翌0時40分 | 同時ネット |
| 石川県         | 石川テレビ         | フジテレビ系列 | 2011年12月29日 23時40分 - 翌0時40分 | 同時ネット |
| 福井県         | 福井テレビ         | フジテレビ系列 | 2011年12月29日 23時40分 - 翌0時40分 | 同時ネット |
| 岡山県・香川県 | 岡山放送           | フジテレビ系列 | 2011年12月29日 23時40分 - 翌0時40分 | 同時ネット |
| 高知県         | 高知さんさんテレビ | フジテレビ系列 | 2011年12月29日 23時40分 - 翌0時40分 | 同時ネット |
| 福岡県         | テレビ西日本       | フジテレビ系列 | 2011年12月29日 23時40分 - 翌0時40分 | 同時ネット |
| 長崎県         | テレビ長崎         | フジテレビ系列 | 2011年12月29日 23時40分 - 翌0時40分 | 同時ネット |
| 熊本県         | テレビ熊本         | フジテレビ系列 | 2011年12月29日 23時40分 - 翌0時40分 | 同時ネット |
| 鹿児島県       | 鹿児島テレビ       | フジテレビ系列 | 2011年12月29日 23時40分 - 翌0時40分 | 同時ネット |
| 近畿広域圏     | 関西テレビ         | フジテレビ系列 | 2012年1月30日 0時50分 - 1時50分     | 31日遅れ   |
| 中京広域圏     | 東海テレビ         | フジテレビ系列 | 2012年2月6日 0時35分 - 1時35分      | 38日遅れ   |

### レギュラー版
| 放送対象地域 | 放送局           | 系列           | 放送開始日    | 放送日時                                          | 遅れ日数   |
| ------------ | ---------------- | -------------- | ------------- | ------------------------------------------------- | ---------- |
| 関東広域圏   | フジテレビ       | フジテレビ系列 | 2012年4月8日  | 月曜（日曜深夜） 0時40分 - 1時10分                | 制作局     |
| 宮城県       | 仙台放送         | フジテレビ系列 | 2012年4月8日  | 月曜（日曜深夜） 0時40分 - 1時10分                | 同時ネット |
| 福島県       | 福島テレビ       | フジテレビ系列 | 2012年4月8日  | 月曜（日曜深夜） 0時40分 - 1時10分                | 同時ネット |
| 新潟県       | 新潟総合テレビ   | フジテレビ系列 | 2012年4月8日  | 月曜（日曜深夜） 0時40分 - 1時10分                | 同時ネット |
| 長野県       | 長野放送         | フジテレビ系列 | 2012年4月8日  | 月曜（日曜深夜） 0時40分 - 1時10分                | 同時ネット |
| 広島県       | テレビ新広島     | フジテレビ系列 | 2012年4月8日  | 月曜（日曜深夜） 0時40分 - 1時10分                | 同時ネット |
| 熊本県       | テレビ熊本       | フジテレビ系列 | 2012年4月8日  | 月曜（日曜深夜） 0時40分 - 1時10分                | 同時ネット |
| 近畿広域圏   | 関西テレビ       | フジテレビ系列 | 2012年4月19日 | 木曜（水曜深夜） 1時58分 - 2時33分                | 10日遅れ   |
| 山形県       | さくらんぼテレビ | フジテレビ系列 | 2012年4月3日  | 火曜（月曜深夜） 1時00分 - 1時30分                | 22日遅れ   |
| 鹿児島県     | 鹿児島テレビ     | フジテレビ系列 | 2012年4月28日 | 土曜（金曜深夜） 2時50分 - 3時20分                | 26日遅れ   |
| 中京広域圏   | 東海テレビ       | フジテレビ系列 | 2012年6月3日  | 第2・第4（・第5）水曜の火曜深夜 1時10分 - 1時40分 |            |

### スペシャル版
| 放送対象地域   | 放送局                | 系列                           | 放送日時                         | 放送形態   |
| -------------- | --------------------- | ------------------------------ | -------------------------------- | ---------- |
| 関東広域圏     | フジテレビ （制作局） | フジテレビ系列                 | 2012年9月7日 19時00分 - 20時54分 | フルネット |
| 北海道         | 北海道文化放送        | フジテレビ系列                 | 2012年9月7日 19時00分 - 20時54分 | フルネット |
| 岩手県         | 岩手めんこいテレビ    | フジテレビ系列                 | 2012年9月7日 19時00分 - 20時54分 | フルネット |
| 宮城県         | 仙台放送              | フジテレビ系列                 | 2012年9月7日 19時00分 - 20時54分 | フルネット |
| 秋田県         | 秋田テレビ            | フジテレビ系列                 | 2012年9月7日 19時00分 - 20時54分 | フルネット |
| 山形県         | さくらんぼテレビ      | フジテレビ系列                 | 2012年9月7日 19時00分 - 20時54分 | フルネット |
| 福島県         | 福島テレビ            | フジテレビ系列                 | 2012年9月7日 19時00分 - 20時54分 | フルネット |
| 新潟県         | 新潟総合テレビ        | フジテレビ系列                 | 2012年9月7日 19時00分 - 20時54分 | フルネット |
| 長野県         | 長野放送              | フジテレビ系列                 | 2012年9月7日 19時00分 - 20時54分 | フルネット |
| 静岡県         | テレビ静岡            | フジテレビ系列                 | 2012年9月7日 19時00分 - 20時54分 | フルネット |
| 富山県         | 富山テレビ            | フジテレビ系列                 | 2012年9月7日 19時00分 - 20時54分 | フルネット |
| 石川県         | 石川テレビ            | フジテレビ系列                 | 2012年9月7日 19時00分 - 20時54分 | フルネット |
| 福井県         | 福井テレビ            | フジテレビ系列                 | 2012年9月7日 19時00分 - 20時54分 | フルネット |
| 島根県・鳥取県 | 山陰中央テレビ        | フジテレビ系列                 | 2012年9月7日 19時00分 - 20時54分 | フルネット |
| 広島県         | テレビ新広島          | フジテレビ系列                 | 2012年9月7日 19時00分 - 20時54分 | フルネット |
| 愛媛県         | テレビ愛媛            | フジテレビ系列                 | 2012年9月7日 19時00分 - 20時54分 | フルネット |
| 高知県         | 高知さんさんテレビ    | フジテレビ系列                 | 2012年9月7日 19時00分 - 20時54分 | フルネット |
| 福岡県         | テレビ西日本          | フジテレビ系列                 | 2012年9月7日 19時00分 - 20時54分 | フルネット |
| 佐賀県         | サガテレビ            | フジテレビ系列                 | 2012年9月7日 19時00分 - 20時54分 | フルネット |
| 長崎県         | テレビ長崎            | フジテレビ系列                 | 2012年9月7日 19時00分 - 20時54分 | フルネット |
| 熊本県         | テレビ熊本            | フジテレビ系列                 | 2012年9月7日 19時00分 - 20時54分 | フルネット |
| 大分県         | テレビ大分            | フジテレビ系列／日本テレビ系列 | 2012年9月7日 19時00分 - 20時54分 | フルネット |
| 鹿児島県       | 鹿児島テレビ          | フジテレビ系列                 | 2012年9月7日 19時00分 - 20時54分 | フルネット |
| 沖縄県         | 沖縄テレビ            | フジテレビ系列                 | 2012年9月7日 19時00分 - 20時54分 | フルネット |
| 近畿広域圏     | 関西テレビ            | フジテレビ系列                 | 2012年9月7日 19時57分 - 20時54分 | 短縮版     |
| 岡山県・香川県 | 岡山放送              | フジテレビ系列                 | 2012年9月7日 19時57分 - 20時54分 | 短縮版     |
| 中京広域圏     | 東海テレビ            | フジテレビ系列                 | 2012年9月9日 13時45分 - 14時50分 | 短縮版     |

| 放送対象地域   | 放送局             | 系列                                           | 放送日時                           | 備考       |
| -------------- | ------------------ | ---------------------------------------------- | ---------------------------------- | ---------- |
| 関東広域圏     | フジテレビ         | フジテレビ系列                                 | 2012年10月13日 19時00分 - 20時54分 | 制作局     |
| 北海道         | 北海道文化放送     | フジテレビ系列                                 | 2012年10月13日 19時00分 - 20時54分 | 同時ネット |
| 岩手県         | 岩手めんこいテレビ | フジテレビ系列                                 | 2012年10月13日 19時00分 - 20時54分 | 同時ネット |
| 宮城県         | 仙台放送           | フジテレビ系列                                 | 2012年10月13日 19時00分 - 20時54分 | 同時ネット |
| 秋田県         | 秋田テレビ         | フジテレビ系列                                 | 2012年10月13日 19時00分 - 20時54分 | 同時ネット |
| 山形県         | さくらんぼテレビ   | フジテレビ系列                                 | 2012年10月13日 19時00分 - 20時54分 | 同時ネット |
| 福島県         | 福島テレビ         | フジテレビ系列                                 | 2012年10月13日 19時00分 - 20時54分 | 同時ネット |
| 新潟県         | 新潟総合テレビ     | フジテレビ系列                                 | 2012年10月13日 19時00分 - 20時54分 | 同時ネット |
| 長野県         | 長野放送           | フジテレビ系列                                 | 2012年10月13日 19時00分 - 20時54分 | 同時ネット |
| 静岡県         | テレビ静岡         | フジテレビ系列                                 | 2012年10月13日 19時00分 - 20時54分 | 同時ネット |
| 富山県         | 富山テレビ         | フジテレビ系列                                 | 2012年10月13日 19時00分 - 20時54分 | 同時ネット |
| 石川県         | 石川テレビ         | フジテレビ系列                                 | 2012年10月13日 19時00分 - 20時54分 | 同時ネット |
| 福井県         | 福井テレビ         | フジテレビ系列                                 | 2012年10月13日 19時00分 - 20時54分 | 同時ネット |
| 中京広域圏     | 東海テレビ         | フジテレビ系列                                 | 2012年10月13日 19時00分 - 20時54分 | 同時ネット |
| 近畿広域圏     | 関西テレビ         | フジテレビ系列                                 | 2012年10月13日 19時00分 - 20時54分 | 同時ネット |
| 島根県・鳥取県 | 山陰中央テレビ     | フジテレビ系列                                 | 2012年10月13日 19時00分 - 20時54分 | 同時ネット |
| 岡山県・香川県 | 岡山放送           | フジテレビ系列                                 | 2012年10月13日 19時00分 - 20時54分 | 同時ネット |
| 広島県         | テレビ新広島       | フジテレビ系列                                 | 2012年10月13日 19時00分 - 20時54分 | 同時ネット |
| 愛媛県         | テレビ愛媛         | フジテレビ系列                                 | 2012年10月13日 19時00分 - 20時54分 | 同時ネット |
| 高知県         | 高知さんさんテレビ | フジテレビ系列                                 | 2012年10月13日 19時00分 - 20時54分 | 同時ネット |
| 福岡県         | テレビ西日本       | フジテレビ系列                                 | 2012年10月13日 19時00分 - 20時54分 | 同時ネット |
| 佐賀県         | サガテレビ         | フジテレビ系列                                 | 2012年10月13日 19時00分 - 20時54分 | 同時ネット |
| 長崎県         | テレビ長崎         | フジテレビ系列                                 | 2012年10月13日 19時00分 - 20時54分 | 同時ネット |
| 熊本県         | テレビ熊本         | フジテレビ系列                                 | 2012年10月13日 19時00分 - 20時54分 | 同時ネット |
| 宮崎県         | テレビ宮崎         | フジテレビ系列／日本テレビ系列／テレビ朝日系列 | 2012年10月13日 19時00分 - 20時54分 | 同時ネット |
| 鹿児島県       | 鹿児島テレビ       | フジテレビ系列                                 | 2012年10月13日 19時00分 - 20時54分 | 同時ネット |
| 沖縄県         | 沖縄テレビ         | フジテレビ系列                                 | 2012年10月13日 19時00分 - 20時54分 | 同時ネット |

## スタッフ
- 編成企画：情野誠人（フジテレビ）
- 構成：堀田延、たむらようこ、矢野了平、田中大祐、山田雄也、梶谷直人、國廣淨晃、清山智之
- 広報：鈴木良子（フジテレビ）
- 音楽：佐藤タケシ
- 監修：篠原菊紀
- AP：工藤明日香
- ディレクター：早川和孝、伊藤健司
- 演出：徳舛充人
- プロデューサー：小池竜二
- 総合演出：李闘士男
- 制作：フジテレビ
- 制作著作：リーライダーす

### 過去のスタッフ
- 編成企画：渋谷謙太郎（フジテレビ）